# MParc Dreispitz
Der MParc Dreispitz ist ein Einkaufszentrum im Gebiet Dreispitz in Basel.

## Lage
Der MParc liegt an der Kantonsgrenze zum Kanton Basel-Landschaft. Im Norden grenzt der MParc an das Quartier St. Alban, im Osten an die Gemeinde Muttenz, im Süden an Münchenstein und im Westen an das Wohnviertel Gundeldingen.

## Geschäfte und Kapazität
Mit einer Verkaufsfläche von 36'000 m² beherbergt der MParc ein Migros-Fachmarkt (Micasa) und zudem mehrere Geschäfte wie zum Beispiel OBI, Media Markt, Dosenbach, Marionnaud, Denner, Kiosk, Apotheke/Drogerie DROPA, The Point Drinks & Snacks und Office World. Im Migros Markt, MRestaurant und im Take Away werden verschiedene Verpflegungsmöglichkeiten angeboten. Ausserhalb des MParc befindet sich ein OBI-Baumarkt. Das kostenpflichtige Parking ist sowohl ebenerdig als auch auf dem Dach angeordnet und verfügt über maximal 750 Parkplätze.

## Bauetappen
Zwischen den Jahren 1999 bis 2010 wurde der «MParc Dreispitz» im Auftrag der Genossenschaft Migros Basel in drei Bauetappen realisiert und umgebaut. Alle drei Bauetappen wurden von den Stefan Meyer Architekten und dem Ingenieurbüro Jauslin Stebler AG durchgeführt.
In einem ersten Ausbauschritt wurde ein Neubau nach dem MParc-Konzept erstellt, dort wo das alte Verkaufsgeschäft und die Verwaltung der Genossenschaft Migros Basel stand. Im 36'000 m² grossen Einkaufszentrum sind unterschiedliche Verkaufsflächen und Restaurants angeordnet. Mittels Bahn und LKW erfolgt die Anlieferung. Die Gesamtprojektleitung, die Anleitung der Arealentwicklung und sämtliche Planungs- und Ausführungsleistungen hat das Architekturbüro übernommen.
In der zweiten Bauphase im Jahr 2001 wurde anstelle der integrierten 2200 m² grossen Aktionshalle ein dreigeschossiger Massivbau mit neuer Verkaufsfläche für den Foodbereich erstellt. Alle Vorbereitungs- und Lagerflächen für diesen Bereich befinden sich im Untergeschoss. Es wurde ein Baustellenkonzept erstellt, um die Sicherheit der Kunden zu gewährleisten. Dabei wurde der Baustellenbetrieb komplett vom Kundenverkehr getrennt, und die restliche Fläche wurde zu 100 % für den Verkauf genutzt.
In der dritten Bauetappe im Jahr 2010 wurden neue Normen für die Erdbebensicherheit der bestehenden Bauvolumen angepasst und noch dazu das Auslieferungslager als Massivbau ergänzt. Ein neues statisches Konzept wurde ausgelegt, da durch massive Eingriffe in die Gebäudesubstanz die Baukörper der verschiedenen Bauphasen miteinander verbunden wurden. Für mehr Gestaltungsmöglichkeiten wurden irrelevante Wände neu angeordnet. Dies führte zu grosszügigeren und zusammenhängenderen Verkaufsflächen und räumlichen Verbindungen verschiedener Abteilungen. Die Verkaufsflächen wurden gleichzeitig erneuert. Für die Erschliessung der neuen Flächen wurde die Eingangshalle mit einem eingebauten Obergeschoss sowie einer Erweiterung des Restaurants ergänzt. Das Architekturbüro hat nebst der Projektierung und Ausführung auch für das Bauen unter Betrieb ein umfassendes Konzept für Kundensicherheit, Baustellenordnung und Sauberkeit durchgesetzt.